# Lucijan Marija Škerjanc

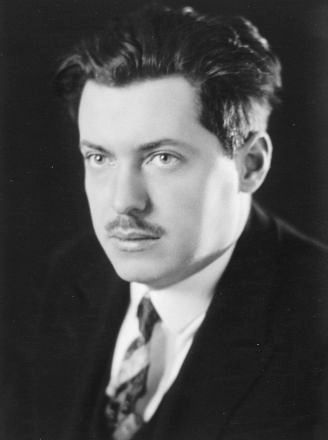
Lucijan Marija Škerjanc

Lucijan Marija Škerjanc (* 17. Dezember 1900 in Graz in Österreich-Ungarn; † 27. Februar 1973 in Ljubljana in Jugoslawien) war ein jugoslawischer Komponist, Pianist und Dirigent.

## Leben
Škerjanc war Sohn slowenischer Eltern, die 1902 in ihre Heimat zurückkehrten. Er studierte in Ljubljana, von 1920 bis 1921 am Prager Konservatorium und von 1922 bis 1924 an der Wiener Musikakademie Komposition bei Joseph Marx und Klavier bei Anton Trost. Er vervollständigte seine Studien im Fach Komposition an der Schola Cantorum Paris bei Vincent d’Indy von 1924 bis 1927 und im Fach Dirigieren am Basler Konservatorium bei Felix Weingartner im Jahr 1930.
Bereits ab 1922 unterrichtete Škerjanc Musik in Ljubljana. 1926 wurde er an das Konservatorium als Kompositionslehrer berufen. 1940 wechselte er an die Musikakademie Ljubljana, wo er bis 1970 blieb. Zwischen 1945 und 1947 war er dort auch als Dekan tätig, gab diese Position aber zugunsten seiner Kompositionstätigkeit wieder auf. Zusätzlich war er Dirigent der Glasbena Matica Orchestergesellschaft von 1925 bis 1945, Direktor der Slowenischen Philharmonie zwischen 1950 und 1955 sowie Mitglied der Slowenischen Akademie der Wissenschaften und Künste seit 1949. 1964 wurde er mit dem Herder-Preis in Basel ausgezeichnet, der mit 10.000 Schweizer Franken dotiert war. Den Slowenischen Prešeren-Preis, die höchste Auszeichnung für slowenische Künstler, erhielt er viele Male, zuletzt 1971. Des Weiteren wurde er mit dem Ordre des Palmes Académiques in Paris geehrt. 2001 erschien in Slowenien eine Briefmarke mit seinem Porträt.
Die ersten musikalischen Einflüsse in seinen Kompositionen waren Joseph Marx und Vincent d’Indy, wobei Škerjanc eine unabhängige slawische Harmonik erreichte. Ab den späten 1950er Jahren bezog er auch Zwölftontechniken in seine Musik mit ein, ohne jedoch seinen Stil grundlegend zu verändern.

## Orchesterwerke (Auswahl)
- Lyrische Ouvertüre, 1926
- Prelude, Aria und Finale, 1926
- Violinkonzert, 1927
- Preludio, 1928
- Suite im alten Stil, 1928
- 5 Symphonien, 1931, 1938, 1940, 1941, 1943
- Festliche Ouvertüre, 1933
- Klavierkonzert, 1940
- 2. Suite für Streichorchester, 1940
- Dramatische Ouvertüre, 1941
- Symphonische Trauermusik, 1942
- Fantasie für Klavier und Orchester, 1944
- Violinkonzert, 1944
- Allegro de concert für Violoncello und Orchester, 1947
- Concertino für Klavier und Streicher, 1949
- Gazelles, 1950
- Fagottkonzert, 1953
- Harfenkonzert, 1954
- Konzert für Klarinette, Streicher, Perkussion und Harfe, 1958
- Problems, 1958
- 6 Etüden, 1958
- 7 Dodekaphonische Fragmente (Zwölftonmusik), 1959
- Feierliche Ouvertüre, 1961
- Flötenkonzert, 1962
- Klavierkonzert linke Hand, 1963